# Jákup Andreasen
Jákup Biskopstø Andreasen (sinh ngày 31 tháng 5 năm 1998) là một cầu thủ bóng đá Quần đảo Faroe hiện tại đang thi đấu ở vị trí tiền vệ cho câu lạc bộ KÍ và Đội tuyển bóng đá quốc gia Quần đảo Faroe. Anh là cháu trai của Ragna Patawary và Rannvá Andreasen, cầu thủ bóng đá quốc tế người Quần đảo Faroe.

## Sự nghiệp thi đấu quốc tế
Andreasen ra mắt quốc tế cho Quần đảo Faroe vào ngày 6 tháng 9 năm 2020, trong trận đấu thuộc khuôn khổ UEFA Nations League gặp Andorra diễn ra trên Sân vận động Quốc gia (Andorra), kết thúc với tỷ số 1–0 nghiêng về đội khách.

## Thống kê sự nghiệp

### Quốc tế
Tính đến 1 tháng 4 năm 2021
| Quần đảo Faroe | Quần đảo Faroe | Quần đảo Faroe |
| Năm            | Trận           | Bàn thắng      |
| -------------- | -------------- | -------------- |
| 2020           | 1              | 0              |
| 2021           | 2              | 0              |
| Tổng cộng      | 3              | 0              |